# Miss Moço
Miss Moço, nome artístico de Adam Moco, é um artista drag e fotógrafa luso-canadiana, reconhecida por ter competido na 3ª temporada do programa e show de competição Canada's Drag Race.

## Início da vida e educação
Adam Moco nasceu em Cambridge, Ontário, Canadá, e foi criado em Galt, Ontário. Frequentou o George Brown College e o Humber College, onde estudou gestão de negócios de moda e fotografia, respectivamente.

## Carreira
Miss Moço é uma drag performer e fotógrafa que se mudou para Toronto no início de sua carreira, destacando-se ao se tornar anfitriã residente de Drag Brunch no The Drake Hotel em Toronto, onde actuava todos os sábados. Posteriormente, e procurando manter um elo com as suas raízes portuguesas, fundou um concurso de drag em Portugal, entitulado Miss Drag Lisboa, em 2017.
Em 2022, competiu na 3ª temporada de Canada's Drag Race, a versão canadiana da franquia de sucesso RuPaul's Drag Race, apresentado por Brooke Lynn Hytes. Foi a segunda concorrente eliminada da competição.

## Vida pessoal
Vive em Toronto.  Foi casada com Anton Levin.  

## Filmografia

### Televisão
- Canada's Drag Race (3ª temporada)
- Bring Back My Girls (2023)

## Links externos
- Sítio oficial

1. ↑  «One Day in Toronto: Canada's Drag Race competitor Miss Moço». Eat North (em inglês). 19 de julho de 2022. Consultado em 16 de outubro de 2023. Arquivado do original em 30 de maio de 2023
2. 1 2 3  «Cambridge Drag Queen to compete in Canada's Drag Race». CambridgeToday.ca (em inglês). 15 de junho de 2022. Consultado em 16 de outubro de 2023. Arquivado do original em 7 de junho de 2023
3. ↑  «Cambridge drag queen's run comes to an end on Canada's Drag Race». CambridgeToday.ca (em inglês). 25 de julho de 2022. Consultado em 16 de outubro de 2023. Arquivado do original em 25 de julho de 2022
4. ↑  «Cambridge drag queen brings show back to her hometown». CambridgeToday.ca (em inglês). 1 de fevereiro de 2023. Consultado em 16 de outubro de 2023. Arquivado do original em 2 de fevereiro de 2023
5. ↑  «'Canada's Drag Race' Season 3: After the Sashay with Miss Moço | Xtra Magazine» (em inglês). Consultado em 16 de outubro de 2023. Arquivado do original em 20 de julho de 2023
6. ↑  «Halal Bae & Miss Moco On Their 'Canada's Drag Race' Journeys • Instinct Magazine». Instinct Magazine (em inglês). 29 de julho de 2022. Consultado em 16 de outubro de 2023. Arquivado do original em 24 de março de 2023
7. ↑  «Miss Moço on Returning to IRL Drag for Pride and Educating The Next Gen». FASHION Magazine (em inglês). 23 de junho de 2021. Consultado em 16 de outubro de 2023. Arquivado do original em 27 de março de 2023
8. ↑  Guzzo, Bianca (3 de janeiro de 2020). «Miss Moço Is Serving Businesswoman Special 24/7». IN Magazine (em inglês). Consultado em 16 de outubro de 2023. Arquivado do original em 7 de junho de 2023
9. ↑  «"We cleaned the house. We watched some Netflix. And then we made a drag queen": The story of an epic quarantine makeover». Toronto Life (em inglês). 27 de março de 2020. Consultado em 16 de outubro de 2023. Arquivado do original em 2 de abril de 2023